# 粟野春慶
粟野春慶（あわのしゅんけい）は、茨城県東茨城郡城里町粟で製造される春慶塗の漆器。「水戸春慶」とも称される。岐阜の飛騨春慶、秋田の能代春慶とともに、日本三大春慶に数えられる。
1976年（昭和51年）に国の無形文化財、1989年（平成元年）には茨城県無形文化財に指定されている。また、1988年（昭和63年）に茨城県郷土工芸品の指定を受けている。

## 特色
器に透明な漆を塗り、木目が透けて見えるように仕上げる春慶塗の技法で製造される。
木地には、ヒノキの中でも特に堅い石桧（いしっぴ・いひっぴ）を用い、漆とともに茨城県内から採集する。茨城県産のヒノキは粘りがあって加工が難しい一方、光沢があり漆塗に適している。下地にニカワや砥の粉などを用いないため，漆が剥がれにくく，木地の木目が透けて見える。
また、透明度を高め、ムラなく美しい色を出すために、漆に梅酢を加えた薄紅色の塗りを施すのが特徴である。完成した茶褐色の漆器は、使うほどに黄金色に変化して味わいを増す。
主要製品には、重箱、盆、弁当箱、硯箱などがある。

## 製造工程
製造工程はすべて一人で行われてきたが、近年では分業でも製作している。
木材は主に城里町、常陸大宮市の山林、漆は大子町等から、ともに茨城県内で天然のものを採集して使用する。
- 石桧を長さ2メートルの板状に製材する[5]。
- 木取り－作品の大きさに合わせて電動丸鋸で切り分ける[5]。
- 鉋がけ－板の表面に鉋がけをして、板の厚さを調整する[5]。鉋の削りで塗りのつやが違うため、削りくずが透けて見えるほど薄さにかける[7]。
- トクサみがき－トクサで表面を磨く（紙やすりなどで木地を磨くと、研磨剤が木地表面に残って塗り上がりに影響が出てしまうため）[5]。
- 木釘打ち－ウツギの枝を円錐状に削って作成した木釘を用い、部品を組み立てる[7][5]。
- 面取り－鉋で面取りを行う[5]。
- トクサみがき－再度、光を反射するほど滑らかになるまで、念入りに木地の表面を整える[5]。
- 下塗り－天然の漆液「生漆」に、干したウメを約2時間お湯に浸して作った梅酢と荏油を加えた漆を用いる[10]。「スリバケ」という馬の尻毛の刷毛を用い、木地に漆を直接塗りつける[10]。漆が木地に染みこみすぎないよう、サラシで念入りに拭き取る[10]。温度25度前後、湿度80パーセント前後と漆の乾燥に適切な「土室（どむろ）」と呼ぶ乾燥室にて、2日間乾かす[10]。
- 中塗り－下塗りよりも梅酢と荏油を少なく調合した漆を塗る[10]。スリバケで漆を塗った後に、女性の髪からつくられた「ナデバケ」という刷毛で表面をならして、埃を取り除く[10]。再び土室で丸1日乾燥させる[10]。
- 上げ塗り－生漆を日光の下で3時間ほど混ぜ続け、水分を抜いて酸化させた「黒目漆（くろめうるし）」を用いる[10]。漉した黒目漆に、ごく少量の梅酢と荏油を加え、塗り上げる[8]。
- 乾燥－塗り上がった作品を土室に入れ、2日間乾燥する[8]。

## 歴史

### 起源
伝承によれば、室町時代の1489年（延徳元年）に、稲川山城主・源義明が桂川沿いに群生する漆、ヒノキとウメを利用して塗物を考案し、子の太郎左衛門昌忠に伝え、3代目の義忠が現在の城里町粟で始めたとされている。これが飛騨春慶や能代春慶に先がける日本最古の春慶塗だとする説もあるが、定かではない。

### 江戸時代
稲川家の8代目・稲川興兵衛（こうへい）は、水戸藩第2代藩主・徳川光圀により、神崎寺（かみさきじ）において紀州の漆工と技を競わされ、勝負に勝って粟野春慶は水戸藩御用達となり奨励された。別名を「水戸春慶」という由縁である。第9代藩主・徳川斉昭も粟野春慶の保護・奨励に努めた。

### 近現代
大正末期から昭和初期には、茨城県内の工房は20数軒あり、朝鮮半島や中国にも販路を伸ばしていた。
しかし、第2次世界大戦後は、生活様式の変化などにより、安価な合成樹脂製品に需要を奪われて職人も減少、衰退していく。
1976年（昭和51年）、国の「記録作成等の措置を講ずべき無形文化財」となり、1988年（昭和63年）には、茨城県の郷土工芸品に指定され、1989年（平成元年）には、茨城県の無形文化財に指定された。
稲川武男によれば、1956年（昭和31年）ごろは農家から贈答用としての注文が多く、粟野春慶を製造する家は5軒あったが、今では稲川の家1軒を残すのみとなっている。